# Félhomály (film)
A Félhomály (Half light) egy 2006-ban bemutatott brit–német misztikus horror. A forgatókönyvet írta és a filmet rendezte Craig Rosenberg. Zenéjét Brett Rosenberg szerezte. A főszerepeket Demi Moore és Hans Matheson alakította.

## Cselekmény
Rachel Carlson egy sikeres amerikai írónő. Ötéves fiával, Thomasszal és második férjével, Briannel él Londonban. Brian is író, azonban neki egy művét sem tartották a kiadók elég jónak. A film nyitójelenetében Rachel éppen legújabb regényén dolgozik és túl elfoglalt ahhoz, hogy Thomasszal játsszon. A kisfiú megígértetni anyjával, hogy még pár perc és befejezi a munkát. Ezt követően kimegy a kertbe és a nyitva felejtett kertkapun át a csatornahatáron túl kezd játszani. Rachel belefeledkezik a munkába, majd a hazaérkező férjének gondjaiba. Elkészíti az ebédet, majd fiát indul keresni, ekkor azonban rémülten veszi észre a nyitott kertajtót. Rachel későn érkezik, már csak fia holttestét találja, a vízbe fúlva. 
Néhány hónap múlva Rachel még mindig magát okolja Thomas haláláért, miközben házassága is tönkrement. Regényét is képtelen befejezni és a válóper gondjaival sem képes foglalkozni, ezért úgy dönt, hogy egy időre egy, a skót tengerparton található halászfaluba költözik, teljes magányba. Azonban itt sem hagyja nyugodni lelkiismerete, többször látomása támad fiáról, aki egyszer megpróbálja vízbe fojtani, máskor a hűtőszekrényen lévő mágnessel üzen édesanyjának. Egy a faluban élő titokzatos idegen nő szerint halott fia próbálja figyelmeztetni valamire, azonban a helyiek szerint a nő nem épelméjű, így szavait nem kell komolyan venni. 
Rachel a közeli szigeten tett látogatása során megismerkedik az ott álló világítótorony őrével, Angus McCullough-val. Megosztja gondjait a jóképű férfival, akivel időközben vonzalom alakul ki, azonban a romantikus érzés eltűnik, mikor Rachel megtudja, hogy Angus McCullough hét éve halott. A falu lakói elmesélése szerint Angus öngyilkos lett miután rajtakapta feleségét, aki egy helyi halásszal csalta meg. Rachel először nem hiszi el a hallottakat, és félvén attól is, hogy megőrült, próbál minden fellelhető emléket megtalálni a történtekről, de hiába kutakodik a település könyvtárának archívumában.  
Nem sokkal ezután kiderül, hogy férje és legjobb barátnője, Sharon Winton űz vele gonosz játékot, hogy az őrületbe kergessék, majd vagyonára szert téve együtt folytassák életüket. A férfi felbérelt egy Angusra rendkívül hasonlító Patrick nevű férfit, hogy játssza el a halott toronyőr szerepét Rachelnek. Végül a két összeesküvő Rachel életére tör, megpróbálják vízbe fullasztani, azonban halott fia vélt vagy valós segítségével a nő megmenekül. Ezt követően rövid viaskodás következik a világítótoronyban, aminek következtében Sharon és Brian is meghal, pontosan úgy, ahogy a hét évvel korábbi McCullough-gyilkosságban Angus felesége és szeretője. Patrick, Angus szellemétől megszállva, miután megmentette a nő életét, a torony tetejéről a mélybe veti magát és szörnyet hal, csakúgy mint a torony őre hét évvel korábban.  
Rachel a történtek után elhagyja a falut és a bérelt házat, mondván, hogy talán így már Angus szelleme is békében nyugodhat. A film zárójelenetében visszatér londoni házába, és eldönti, hogy bár fia halála hatalmas veszteség, túl lép a gyászán és folytatja életét.

## Szereplők
| Szereplő           | Színész          |
| ------------------ | ---------------- |
| Rachel Carlson     | Demi Moore       |
| Sharon Winton      | Kate Isitt       |
| Angus McCullough   | Hans Matheson    |
| Brian              | Henry Ian Cusick |
| Thomas             | Beans El-Balawi  |
| Finlay Murray      | James Cosmo      |
| Mary Murray        | Joanna Hole      |
| James McMahon atya | Michael Wilson   |

## Forgatás
A filmet Angliában és Walesben forgatták 2004 szeptemberétől 2004 novemberéig. A film 2006. január 17-én jelent meg az amerikai mozikban, Magyarországon két nappal később, január 19-én, a Best Hollywood forgalmazásában mutatták be. 2006. július 21-től Németországban DVD-n is megjelent.

## Fogadtatás
A film a kritikusoktól vegyes kritikát kapott. Több európai országban azonban nagy sikerrel futott, a legnagyobb bevételt Spanyolországban hozta. Matthew Turner arról írt a View London című lapban, hogy a cselekményt akár Alfred Hitchcock is írhatta volna és dicsérte Demi Moore színészi játékát.